# Sven Lindgren (mikrobiolog)
Denna artikel handlar om mikrobiologen Sven Lindgren. För politikern, se Sven Lindgren
Sven Erik Lindgren, född 24 juni 1940 i Örnsköldsviks församling, död 21 juni 2023, var en svensk mikrobiolog.
Sven Lindgren disputerade 1983 på avhandlingen Some aspects of the use of microbial cultures for fermentation and storage of feed products vid Sveriges lantbruksuniversitet i Uppsala. Han var professor i livsmedelsmikrobiologi på Sveriges lantbruksuniversitet och vetenskaplig rådgivare vid Livsmedelsverket.
Han forskade tillsammans med Walter Dobrogosz från North Carolina State University om Limosilactobacillus reuteri och upptäckte då 1985 bland annat den aktiva antibiotiska substansen, som denna mjölksyreproducerande bakterie producerar vid fermentation av glycerol, och som de benämnde reuterin. De ansökte om patent och bildade ett företag i USA för att kommersialisera Limosilactobacillus reuteris probiotiska egenskaper. Verksamheten övertogs 1990 av det nybildade svenska företaget BioGaia.